# Nogok-myeon
Nogok-myeon (koreanska: 노곡면) är en socken i kommunen Samcheok i  provinsen Gangwon i den nordöstra delen av Sydkorea,  190 km öster om huvudstaden Seoul.